# Рух опору імені Петра Алексєєва
Рух опору імені Петра Алексєєва (рос. Движение сопротивления имени Петра Алексеева, ДСПА) — ліва політична організація у РФ, створена у 2004 році за ініціативою петербурзького журналіста і політичного активіста Дмитра Жванії. Рух має кілька осередків у різних містах, але основна група діє в Санкт-Петербурзі. Назва обрана на честь робітника-революціонера Петра Алексєєва.

## Ідеологія, цілі і завдання
ДСПА виступає проти логіки суспільного та економічного розвитку, яку пропонує сучасний капіталізм, і яка, з точки зору активістів ДСПА, веде до посилення експлуатації найбідніших верств населення планети, зростання соціальної нерівності, придушення людської свободи, наближенню екологічної катастрофи. Як альтернативу такому шляху ДСПА пропонує суспільство, засноване за принципом соціалістичного планового господарства і раціонального використання ресурсів, з обов'язковим розвитком робочого і громадянського самоврядування.
ДСПА дотримується практики ненасильницького прямої дії, соціалістичної агітації «тут і зараз» за допомогою доступних засобів. Одним з важливих пунктів в ідеології Руху є відмова від приходу ДСПА до влади як організованої групи, головна мета діяльності ДСПА є підняття масового низового руху опору капіталістичній системі.
Свої завдання Рух бачить в:
- посильному участь у кампаніях боротьби за права простих громадян: робітників, учнів, місцевих громадянських груп;
- поясненні єдності інтересів у цивільних та робочих організацій;
- пропаганді ідеалів соціалізму у низових соціальних рухах.

ДСПА є мережевою організацією. Усі рішення в межах Руху приймаються консенсусом. Активістом ДСПА вважається будь-який, хто згоден з Маніфестом ДСПА і безпосередньо бере участь у практичній діяльності Руху.

## Історія ДСПА
ДСПА вперше заявило про себе 1 травня 2004 року, провівши акцію «прямої дії» проти організованого участі партії «Єдина Росія» у першотравневій демонстрації в Санкт-Петербурзі. Коли колона єдиноросів наближалася до будівлі колишньої Міської думи, активісти розтягнули банер із написом «Вихід один — опір!», Привели у дію сигнальні мисливські факели (фаєри) і розкидали листівки з закликом до опору авторитарної політики Володимира Путіна. Акція проходила на даху будинку, що примикає до будівлі колишньої міської думи. Слоган «Вихід один — опір!» став «партійним» гаслом ДСПА.
Акції прямої дії передував підготовчий період, у ході якого активісти обговорювали питання теорії, ідеології та практики, зав'язували контакти з іншими ліворадикальними групами. Одним з організаторів ДСПА виступив відомий радикальний діяч Дмитро Жванія, який з кінця 80-х років створював анархістські і троцькістські групи, потім у середині 90-х очолював петербурзьке відділення НБП. Поряд зі Жванія у створенні ДСПА брали участь люди, які до цього активістською практикою не займалися.

## Поточні напрямки діяльності

### Акції
Головний напрямок діяльності ДСПА — вуличні акції. На місяць ДСПА проводить у середньому 3-4 акції прямої дії, які часто нагадують артистичні провокації у дусі Ситуаційного інтернаціоналу Гі Дебора або італійських автономістів. Найбільший резонанс викликали такі акції ДСПА:
- вибух сміттєвих бачків біля будівлі УБОЗу із Санкт-Петербургу і Ленінградської області (18 травня 2004 року), ця акція була приурочена до першої річниці жорстокого розгону силами правопорядку мітингу проти приїзду до Санкт-Петербурга на святкування 300-річчя Санкт-Петербурга Володимира Путіна і Джорджа Буша;
- акція на колонаді Ісаакіївського собору на знак протесту проти скасування прямих виборів губернаторів (28 жовтня 2004 року);
- вивішування на будівлі, розташованому на площі Льва Толстого банера з написом «Мутин — пудак!» (4 червня 2005 року);[3];
- вивішування на одному з будинків на Невському проспекті банера з малюнком свинячого рила і написом ТюльпанOFF, висміює спікера петербурзького парламенту Вадима Тюльпанова (11 вересня 2005 року), викритого у розтраті бюджетних грошей на організацію вечірки для депутатів[4];
- вивішування банера з написом «8-10 червня. Ленекспо. Зібрання злодіїв» на даху будівлі, розташованої на Невському проспекті, поруч з АНІЧКІН мостом (8 червня 2007 року), і приведення у дію димових шашок[5].
- кампанія «У пам'ять про втрати», що проходила у 2009 році. Метою кампанії було висвітлити практику будівництва нових будівель на місці старих пам'ятників архітектури, і визнання будівництва містобудівнії помилкою заднім числом. Активісти поміщали на такі будівлі таблички з назвою знесеного будинку, роком зносу і прізвищем чиновника, відповідального за «містобудівну помилку».

Крім того, ДСПА приписують вивішування на будівлі, розташованій на Московському проспекті, банера з написом «Путін — піська!». Однак ДСПА не взяло на себе відповідальності за цю акцію, а на сайті організації було опубліковано лист від імені якоїсь «дитячо-юнацького» осередка.
На думку активістів ДСПА, акції повинні привернути увагу людей до суспільно значущих питань, зробити ці питання предметом громадського обговорення.

### Співпраця з робочим і громадянським рухом
Крім проведення акцій ДСПА бере участь у профспілковому русі та громадських рухах, в основному спрямованих проти незаконної забудови. Влітку 2004 року ДСПА випускало бюлетень для робітників Кіровського заводу, восени 2005 року активісти руху поширювали на заводах Петербурга листок «Робоче дія», а восени 2006 — навесні 2007 року налагодили випуск бюлетеня «Комітет.інфо» для робітників Адміралтейських верфей.
До 2009 активісти ДСПА входили до спільноти вільних профспілок Петербурга — Комітет солідарних дій та брали участь у всіх значимих акціях цієї спільноти: у мітингах солідарності з докерами Морського порту Санкт-Петербурга, працівниками ФГУП «Пошта Росії», робочими Водоканалу, робочими автомобільного заводу Форд тощо. В цей час КСД призупинив активну діяльність, і на його базі створено дві нові робочі організації — Альянс «Солідарності» та Центр Взаємодопомоги Робітників, у роботі яких ДСПА також бере участь.

## Друковані видання
ДСПА випускає інформаційно-політичний бюлетень «DSPA-Info». Бюлетень виходить один раз на два місяці і представляє звіти про проведені акції та кампанії, а також теоретичні та публіцистичні статті учасників руху. З 2008 року активісти ДСПА спільно з рядом профспілкових організацій беруть участь у виданні бюлетеня вільних профспілок Північно-Заходу «Правильне рішення».

### Основні ресурси
- Сайт ДСПА
- Спільнота в «Живому журналі» [Архівовано 21 лютого 2009 у Wayback Machine.]

### Сайти дружніх організацій
- Соціалістичний Рух «Вперед»
- «Організація марксистів» (Україна) [Архівовано 24 жовтня 2007 у Wayback Machine.]